# Marjana Lubej
Marjana Lubej (rojena Škodlar), slovenska pravnica in gospodarstvenica, * 18. januar 1945, Ljubljana, † 6. januar 2021, Portorož
Magistrirala je na Pravni fakulteti v Ljubljani in bila strokovnjakinja za gospodarsko pravo. Bila je direktorica podjetja Tkanina ter več drugih podjetij. Sodelovala je tudi z Odvetniško družbo Cukrov, katere ustanoviteljica je njena hčer Vesna Cukrov (roj. Lubej), v njej pa je zaposlena tudi njena vnukinja mag. prava Veronika Cukrov.

## Zasebno
Poročena je bila z Mirom. Njena hčer je Vesna Cukrov, rojena Lubej, prav tako odvetnica. Njena vnukinja je magistra prava Veronika Cukrov.